# Tusind stykker
"Tusind Stykker" er en popsang skrevet og indspillet af den danske sangerinde og sangskriver Anne Linnet, fra hendes album Jeg Er Jo Lige Her fra 1988.
I 1989 indspillede Björn Afzelius en cover på svensk ved navn "Tusen Bitar".

## Tekst
Sangen handler om venskab og om frygt for at blive forladt; "Alting kan gå itu, men et hjerte kan gå i tusind stykker".[kilde mangler]

## Hitlister
| Hitlister (2011)       | Højeste placering |
| ---------------------- | ----------------- |
| Danmark (Track Top-40) | 36                |

## Tusen Bitar
"Tusen bitar" var en svensk version af sangen, der blev indspillet og udgivet af den svenske sanger og sangskriver, Björn Afzelius, i 1989.

### Hitlister
| Hitlister (1989-90)         | Højeste placering |
| --------------------------- | ----------------- |
| Sverige (Sverigetopplistan) | 4                 |

### Andre coverversioner
Sangen er også indspillet på italiensk ved navn "Mille Parti" af Don Bennechi og på norsk ved navn "Tusen Biter" af det norske band Scandinavia.
Den tyske sangerinde Kim Petras udgav i 2023 sin egen udgave af sangen på hhv. engelsk med titlen “Thousand Pieces” på hendes album “Feed The Beast”, og på tysk med titlen "Eintausend Teile" på en single ved samme navn.